# 道利斯 (伊利諾伊州)
道利斯（英語：Dawleys）是位於美國伊利諾伊州亞歷山大縣的一個非建制地區。該地的面積和人口皆未知。

## 地理
道利斯的座標為37°12′45″N 89°13′46″W / 37.21250°N 89.22944°W，而該地的平均海拔高度為104米（即341英尺）。